# 斯帕索-馬扎里夫卡
48°42′19″N 32°19′16″E / 48.70528°N 32.32111°E
斯帕索-馬扎里夫卡（烏克蘭語：Спасо-Мажарівка），是烏克蘭中部的村莊，隸屬基洛夫格勒州的克羅皮夫尼茨基區。該村始建於1775年，面積0.42平方公里，海拔高度185米，2001年人口2，人口密度每平方公里4.82人。